# Torino di Sangro
Torino di Sangro – miejscowość i gmina we Włoszech, w regionie Abruzja, w prowincji Chieti.
Według danych na rok 2004 gminę zamieszkiwało 3079 osób, 96,2 os./km².